# شهرستان ابی الخصیب
شهرستان ابی الخصیب (به عربی: قضاء أبي الخصيب) یک شهرستان‌های عراق در عراق است که در استان بصره واقع شده‌است.